# Рейниш Дмитро Русланович
Дмитро́ Русла́нович Рейниш — солдат окремого загону спеціального призначення НГУ «Азов» Національної гвардії України, учасник російсько-української війни, що загинув у ході російського вторгнення в Україну в 2022 році.

## Життєпис
Дмитро Рейниш народився 26 жовтня 2000 року в місті Гайворон Кіровоградської області. Навчався у Гайвронській загальноосвітній школі. Після навчання у Київському спортивному ліцеї-інтернаті за спеціальністю «веслування на байдарках», вступив у 2018 році на заочне відділення факультету фізичної культури, спорту та здоров'я Університеті Григорія Сковороди в Переяславі. Входив до збірної команди Києва. Працював фітнес-тренером у Києві. У 2020 році вступив до складу окремого загону спеціального призначення НГУ «Азов» Національної гвардії України. З початком повномасштабного російського вторгнення в Україну брав участь в обороні Маріуполя, був артилеристом, згодом перейшов у піхоту. З лютого — навідник артилерійського дивізіону. Під час виконання бойового завдання потрапив у оточення. Він допоміг пораненому побратимові, але в цей час зазнав численних кульових поранень. Командування вирішило евакуювати його з іншими пораненими військовими з «Азовсталі». Гелікоптер, у якому перебував військовий, 31 березня 2022 року збили російські солдати. Тіло загиблого поки перебуває в Маріуполі. Дмитро Рейниш посмертно нагороджений орденом «За мужність» ІІІ ступеня.

## Родина
У загиблого залишилися батьки.

## Нагороди
- Орден «За мужність» III ступеня (2022, посмертно) — за особисту мужність і самовіддані дії, виявлені у захисті державного суверенітету та територіальної цілісності України, вірність військовій присязі[3].